# Crosscanonby

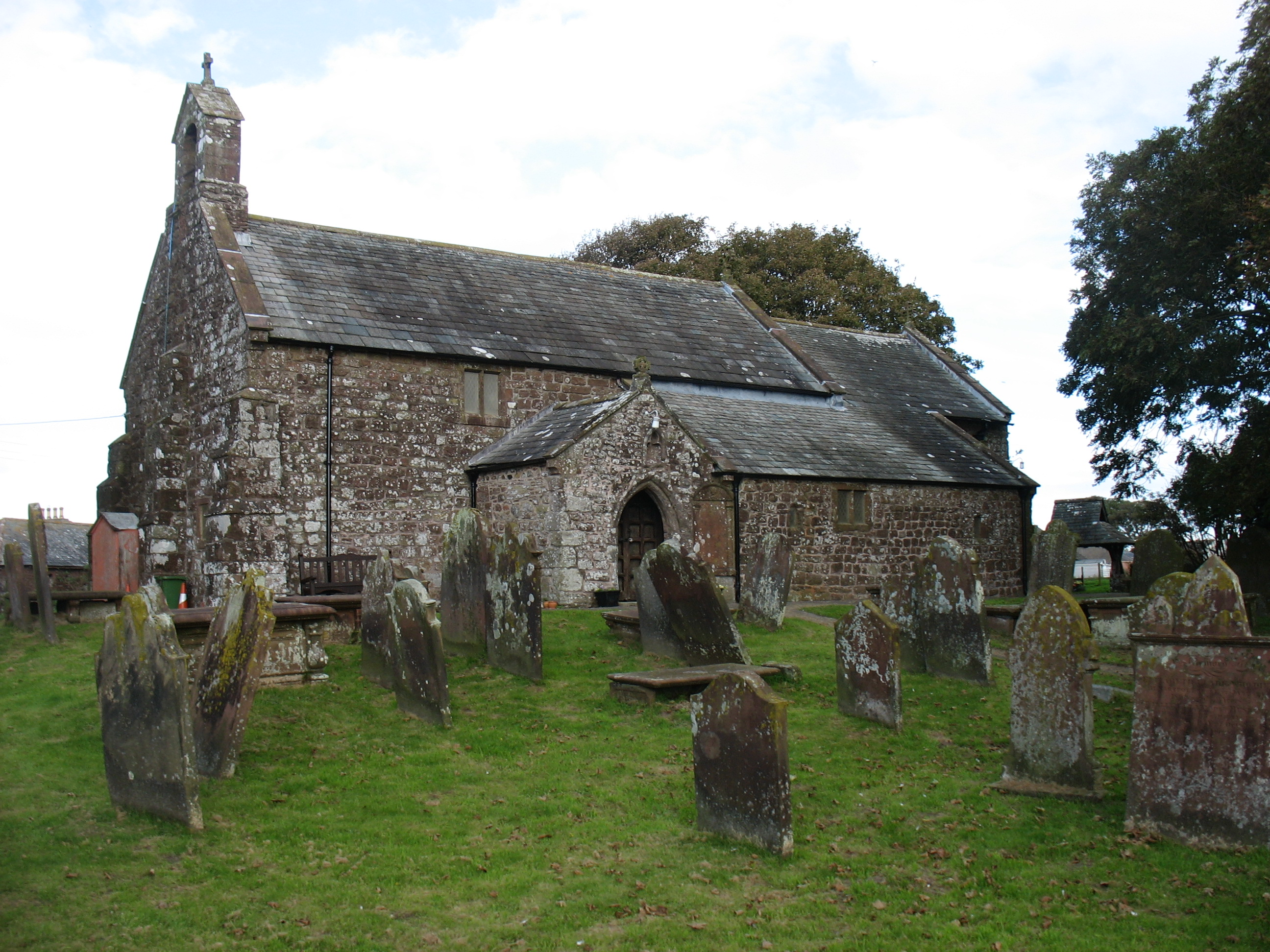
Crosscanonby: la chiesa di San Giovanni Evangelista

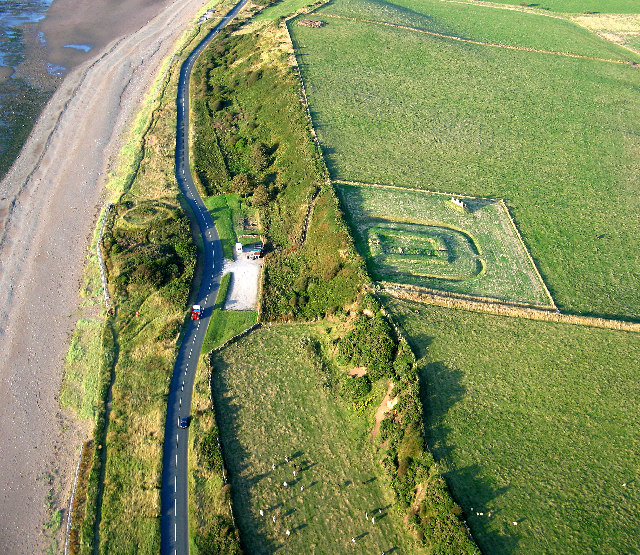
I resti del Milefortlet 21, nei pressi di Crosscanonby

Crosscanonby è un villaggio con status di parrocchia civile dell'Inghilterra nord-occidentale, facente parte della contea della Cumbria e del distretto di Allerdale e situato in prossimità della Solway Coast, tratto di costa che si affaccia sul mare d'Irlanda. L'intera parrocchia civile conta una popolazione di circa 1 000 abitanti.

## Geografia fisica
Crosscanonby si trova tra le località di Maryport e Allonby (rispettivamente a nord della prima e a sud della seconda). Da Maryport dista circa 3 miglia.
Il tratto orientale della parrocchia civile è bagnato dal Mare d'Irlanda, mentre il villaggio principale si trova un po' più all'interno. A sud del villaggio scorre il fiume Ellen.
L'intera parrocchia civile occupa un'area di 9,602 km².

## Monumenti e luoghi d'interesse

### Architetture religiose

#### Chiesa di San Giovanni Evangelista
Principale edificio di Crosscanonby è la chiesa di San Giovanni Evangelista, realizzata tra il XII e XIV secolo e restaurata nel 1880.

### Siti archeologici

#### Milefortlet 21
Nei pressi del villaggio di Crosscanonby si trova poi il Swarthy Hill Milefortlet 21 o semplicemente Milefortlet 21, ovvero i resti di un forte romano riportati alla luce all'inizio degli anni novanta del XX secolo.

### Aree naturali

#### Crosscanonby Carr
Lungo la costa si trova poi Crosscanonby Carr, la prima riserva naturale della Solway Coast.
Il nome Carr deriva dal termine antico nordico kjarr, che indica un luogo paludoso.

## Società

### Evoluzione demografica
Al censimento del 2021, la parrocchia civile di Crosscanonby contava una popolazione pari a 1 021 abitanti, in maggioranza (511) di sesso femminile.
La popolazione al di sotto dei 18 anni era pari a 167 unità (di cui 77 erano i bambini al di sotto dei 10 anni), mentre la popolazione dai 65 anni in su era pari a 286 unità (di cui 59 erano le persone dagli 80 anni in su). Dei 1 021 abitanti totali, 997 erano nativi del Regno Unito e 7 da altri Paesi europei (di cui 5 dell'Unione Europea).
La parrocchia civile di Crosscanonby ha conosciuto un decremento demografico rispetto al 2011, quando la popolazione censita era pari a 1113 unità, dato che però era in crescita rispetto al 2001, quando la popolazione censita era pari a 0154 unità.